# Королівські військово-морські сили Югославії
Королівські Військово-морські сили Югославії — флот Королівства Сербів, Хорватів і Словенців, у 1929 році перейменованого в Королівство Югославія. У ході окупації країни в квітні 1941 року кораблі флоту були частково знищені, частково захоплені супротивником. Формально розпущений 1945. 

## Історія
В результаті Першої світової війни Австро-Угорщина розпалася і її кораблі, чиї екіпажі були укомплектовані південними слов'янами, готувались увійти до складу флоту створюваної південнослов'янської держави. Однак італійці були стурбовані появою нової військової потуги на Адріатиці і використовували всі канали тиску на союзників, щоб запобігти передачі залишків австро-угорського флоту Королівству Сербів, Хорватів і Словенців. У результаті новій балканській державі дісталися тільки 12 сучасних торпедних катерів, 4 старі тральщики, 4 потужні річкові монітори і кілька допоміжних кораблів. 1920 року молодий флот отримав також 6 німецьких тральщиків класу M і старий крейсер «Niobe», що дістав ім'я «Далмација».
Перед вторгненням Німеччини та її союзників югославський королівський флот був оснащений як кораблями, побудованими в Австро-Угорщині і кайзерівській Німеччині, так і новими кораблями, зокрема й збудованими на югославських корабельнях. Зокрема, було добудовано закладені у 1917—1918 роках мінні загороджувачі, а також два есмінці за французьким проєктом.

## Склад флоту
Станом на 1939 рік у складі королівського югославського флоту перебували такі кораблі:
- Легкий крейсер «Далмація» (колишній «Niobe»). Був переобладнаний у навчальний корабель.
- Лідер есмінців «Дубровник». Побудований на англійській верфі в 1931 році.
- Есмінці «Београд», «Любляна» і «Загреб». Увійшли до складу флоту в 1937—1938 роках.
- Міноносці Т1, Т2, Т3, Т4, Т5, Т6, Т7 і Т8 (колишні австрійські міноносці).
- Торпедні катери «Орјен», «Велебит», «Дінара», «Триглав», «Сувобор», «Рудник», «Каймакчалан», «Дурмітор». Були замовлені в 1936 році в Німеччині.
- Торпедні катери «Четник» і «Ускок».
- Мінні загороджувачі «Галеб», «Лабуд», «Јастреб», «Кобац», «Орао», «Сокіл». Були побудовані в 1917—1918 рр.
- Мінні загороджувачі «Мацинска», «Марјан», «Мељине», «Млет», «Мосор».
- Авіатранспорт «Змай». Побудований у Німеччині в 1928 році, ніс на борту 10 гідролітаків.
- Підводні човни «Храбрі» і «Небойша» (типу «Храбри»), побудовані в Англії.
- Підводні човни «Осветнік» і «Смелі»  (типу «Осветнік»).
- Річкові монітори (колишні австро-угорські) «Вардар», «Драва», «Сава» і «Морава».[2]